# Parma (Olaszország)
Parma (az emilián nyelv parmai dialektusában Pärma) olasz város, Emilia-Romagna régióban, Parma megye székhelye. 2008-ban még 180 327 lakosa volt, 2025-ben már 199 ezer fő fölött van.
Az egykori Parmai-piacenzai Hercegség (1545–1859) székhelye volt. A Parmai római katolikus egyházmegye püspöki székvárosa. Az Európai Élelmiszerbiztonsági Hatóság (EFSA) székhelye is itt van.

## Fekvése
A város Észak-Olaszországban helyezkedik el, Emilia-Romagna nyugati részén. Parmát az Appenninek és a Pó-völgy veszi körül. Kettéosztja a várost a Pó egyik mellékfolyója a Parma, amibe a történelmi városrésznél folyik bele a Baganza.

## Éghajlata
A városban tipikus szárazföldi éghajlat uralkodik. A nyarak melegek, az átlaghőmérséklet 30-35 °C (a rekord 40,2, amit 1983 júliusában mértek). A telek a magyarországiaknál enyhébbek, a téli hónapok átlaghőmérsékletei alig süllyednek 0 °C alá. Parmában telente mintegy 30 cm hó esik. A városban körülbelül 60 mm csapadék hull havonta. A legcsapadékosabb hónap október, ebben a hónapban akár 100–110 mm eső is eshet. A legszárazabb hónap az augusztus, amikor mindössze 37 mm eső esik.
| Hónap              | Jan  | Feb | Már  | Ápr | Máj  | Jún  | Júl  | Aug  | Sze  | Okt  | Nov  | Dec | Év   |
| ------------------ | ---- | --- | ---- | --- | ---- | ---- | ---- | ---- | ---- | ---- | ---- | --- | ---- |
| Átl. max (°C)      | 4,1  | 7,5 | 13,2 | 18  | 22,8 | 27,3 | 30,1 | 29,3 | 24,8 | 17,8 | 10,3 | 5,4 | 17,6 |
| Átl. min (°C )     | -1,5 | 0,4 | 4,5  | 8,3 | 12,5 | 16,3 | 18,6 | 18,2 | 15   | 10,1 | 4,8  | 0,4 | 9    |
| Átl. csapadék (mm) | 57   | 55  | 65   | 76  | 73   | 56   | 37   | 48   | 67   | 96   | 84   | 63  | 777  |
| Forrás:            |      |     |      |     |      |      |      |      |      |      |      |     |      |

## Főbb látnivalók
A belvároson kívül két városnegyed tarthat számot az idelátogatók komolyabb érdeklődésére:
- A Trastevere negyed a Parma folyó túlpartján van. Hangulatos utcákkal, régi épületekkel, sok étteremmel és bárral csábítja a látogatókat.
- A San Lorenzo negyed az egyetem mellett van; fiatalos, kreatív és alternatív hangulatot áraszt. Sok művészeti galéria, könyvesbolt, kávézó és klub van itt; az épületeket graffitik és street art alkotások díszítik.[5]

## Múzeumok

### Templomok, kolostorok

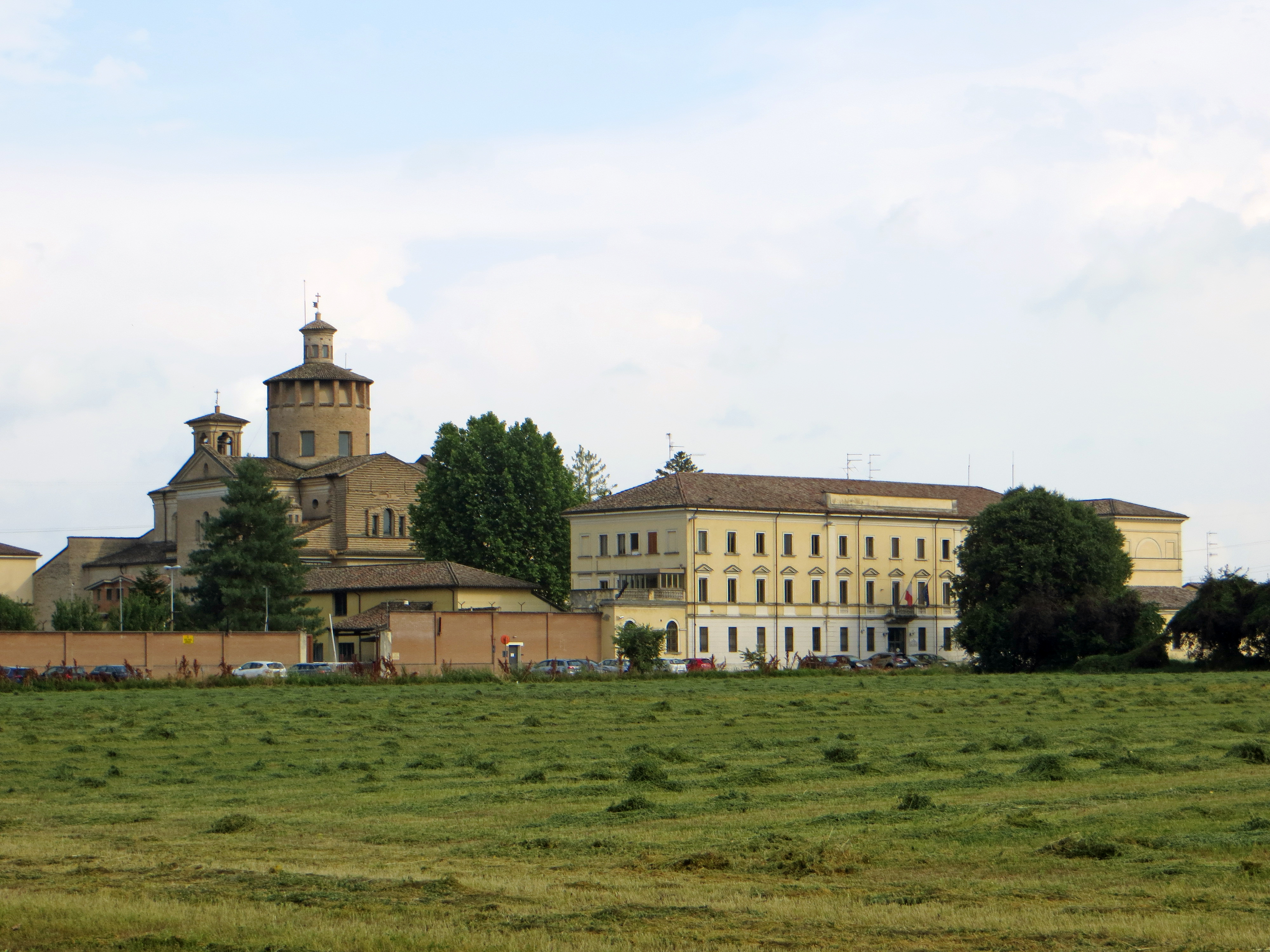
A volt kartauzi kolostor (Certosa di Parma)

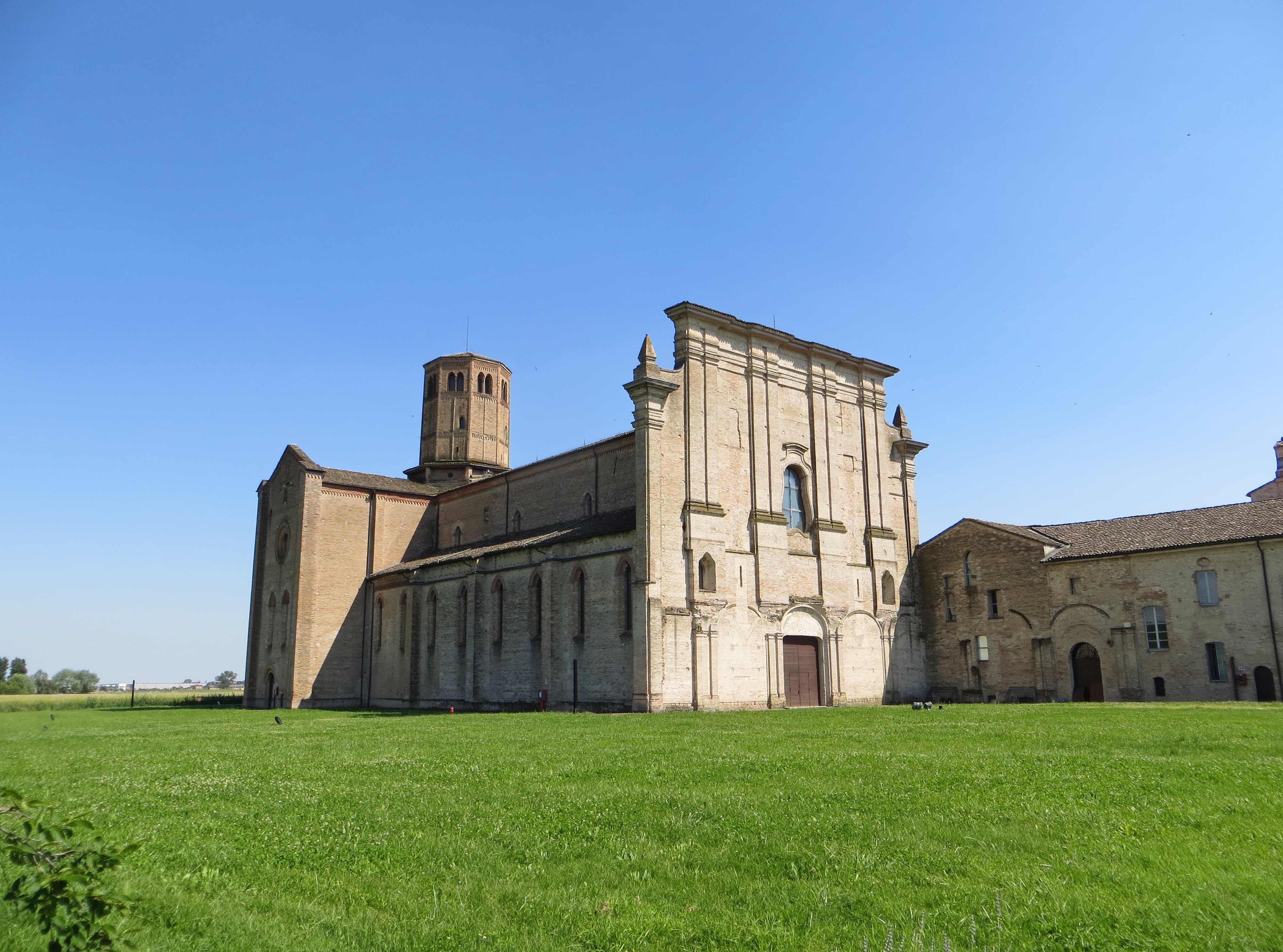
A ciszterciek egykori Valserena kolostora, ma egyetemi archívum

A Parmai egyházmegye főtemploma a Cattedrale di Santa Maria Assunta. A román stílusú épületet a 11–12. században építették. Belsejét középkori freskók és festmények díszítik. A katedrális orgonája híres gazdag hangzásáról.
A Cappella di San Giovanni Battista reneszánsz stílusú keresztelő kápolna freskói közül a legismertebb Correggio Keresztelő János életét bemutató alkotása. A kápolna számos más remekművet tartalmaz.
A Stendhal regényéből ismert parmai karthauzi kolostor (Certosa di Parma) nem látogatható. Az apátságot a karthauzi rend építette a 13–14. században. 1769-ben, a rend feloszlatásakor dohánygyár lett, 1900 óta börtön. Gyakran összetévesztik a szintén parmai Valserena apátsággal, melyet ciszterciek építették az 1300-as évek elején. Jelenleg a tudományos kutatók munkahelye, a Parmai Egyetem kommunikációs intézetének archívumát helyezték el benne.

### Paloták
- Pilotta-palota egy egész épületegyüttes a városközpontban. Múzeum és könyvtár is van benne.
- Palazzo del Governatore az egyik legimpozánsabb palota, a középkori várfalon belül.
- Palazzo del Comune a városközpontban, közvetlenül a Garibaldi tér (Piazza Garibaldi) mellett. A homlokzatán látható a híres Madonna della Steccata freskó.[5]

## Gasztronómia
A parmai konyha világszerte ismert, legkedveltebb ételeik a parmezán sajt és a pármai sonka.

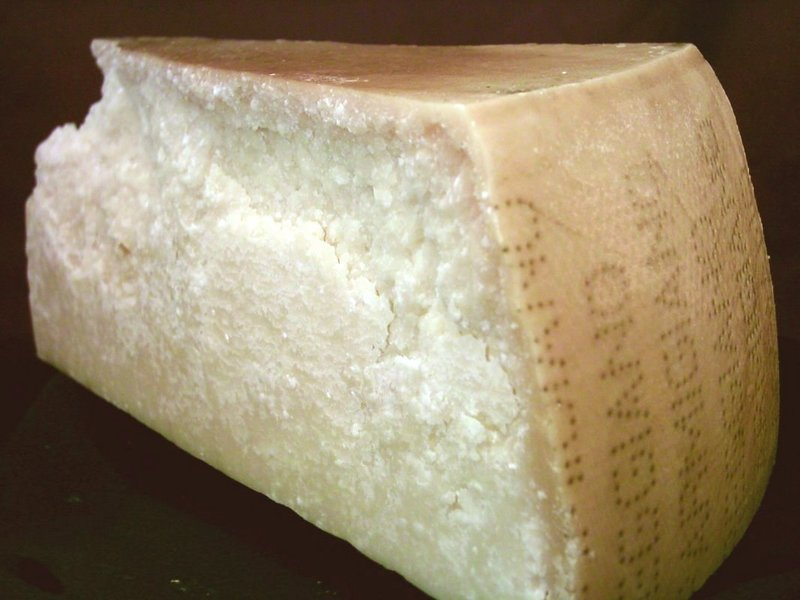
Egy darab Parmigiano-Reggiano

| Előételek                                  | Első fogások                            | Második fogások                    | Kemencében készült ételek | Desszertek                |
| ------------------------------------------ | --------------------------------------- | ---------------------------------- | ------------------------- | ------------------------- |
| Prosciutto di Parma                        | Tortelli d'erbetta*                     | Arrosto di maiale                  | Torta di riso             | La Violetta allo zucchero |
| Salame di Felino                           | Anolini in brodo**                      | Bomba di riso****                  | Spongata                  | Pasta ripiena             |
| Spalla cotta di San Secondo                | Tortelli di patate                      | Stracotto di manzo e gallina       | Castagnaccio (Patòn'na)   | Torta di mandorle         |
| Culatello di Zibello                       | Tortelli in savor                       | Punta al forno                     |                           | Viennese al cioccolato    |
| Fiocchetto                                 | Soufflé di Parmigiano                   | Rosa di Parma***                   |                           | Scarpette di S.Ilario     |
| Torta Fritta (quadrangoli di pasta fritta) | Timballo di riso con crema di formaggio | Trippa parmigiana ("buzèca")       |                           | Zuppa Inglese             |
| Parmigiano-Reggiano                        | Risotto alla parmigiana                 | Cima ripiena o "picàja"            |                           | Baci                      |
| Cicciolata                                 | Tagliatelle al prosciutto di Parma      | Vécia (peperonata, patate e carne) |                           | Dolce al Nocino           |
| Mortadella                                 | Maltagliati al Culatello                | Bolliti misti                      |                           | Crostata di noci          |
| Culaccia                                   | Quadrucci alla verza e prosciutto       | Prosciutto di Parma in crosta      |                           | Meringata di castagne     |

## Testvérvárosai
- Rosario, Argentína
- Guadalajara, Spanyolország
- Shijiazhuang, Kína
- Bourg-en-Bresse, Franciaország
- Tours, Franciaország
- Ljubljana, Szlovénia
- Worms, Németország
- Szeged, Magyarország
- Kolozsvár,[6] Románia

## Sport

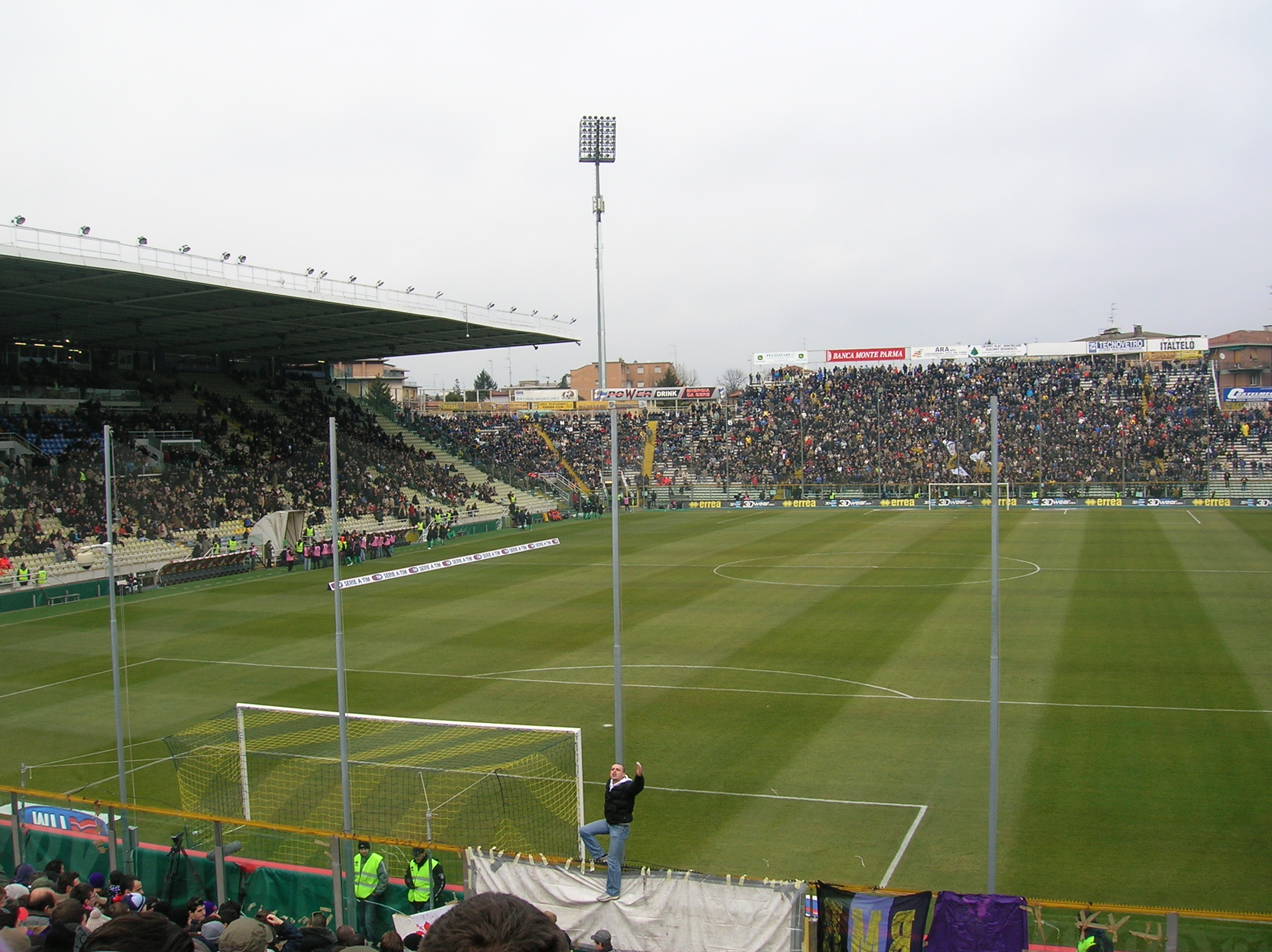
Az Ennio Tardini stadion, amelyben a Parma FC labdarúgócsapata játssza mérkőzéseit

### Főbb egyesületek a városban
Parma legsikeresebb sportegyesülete a Parma FC, amely 1990-től 2008-ig megszakítás nélkül az olasz labdarúgó-bajnokság első osztályában, a Serie A-ban szerepelt. Ez idő alatt több olasz és nemzetközi kupát is begyűjtött (pl. olasz szuperkupa, UEFA-kupa), és a bajnokságban, bár nem nyert, többször dobogóra állhatott. 2008-ban kiesett a Serie B-be, de 2009-től ismét a Serie A-ban szerepel.
Parma baseballcsapata, a Parma Baseball az első osztályban szerepel. Négy kisebb parmai baseball-csapat a második ligában játszik.
A városban van két rögbicsapat is, a Parma Rugby SRL és a Gran Parma Rugby, valamint két amerikaifutball-csapata, a Panthers Parma és a Bobcats is a legmagasabb osztályban szerepel.
Parma volt az első város Emilia-Romagnában, ahol az emberek megismerkedhettek a kézilabdával. A város ifjúsági csapatai ma a legsikeresebbek közé tartoznak Olaszországban.
A 2001-es Giro d’Italia 16. szakasza keresztülhaladt itt, Ivan Quaranta nyerte meg.

### A történelmi belváros negyedei és ezek lakossága

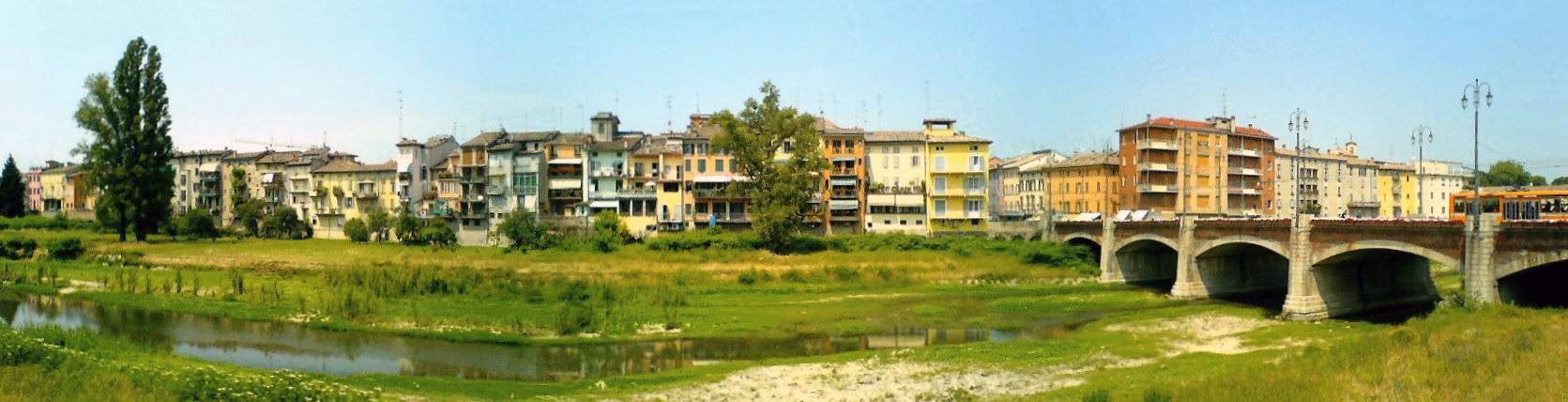
Az Oltretorrente negyed a „Lungoparmáról” nézve

## Közigazgatás

### A történelmi belváros negyedei és ezek lakossága[4]
1. negyedParma-Centro (18 763 lakos)
2. negyedOltretorrente (7 914 lakos)

### Külvárosi negyedek és lakosságuk

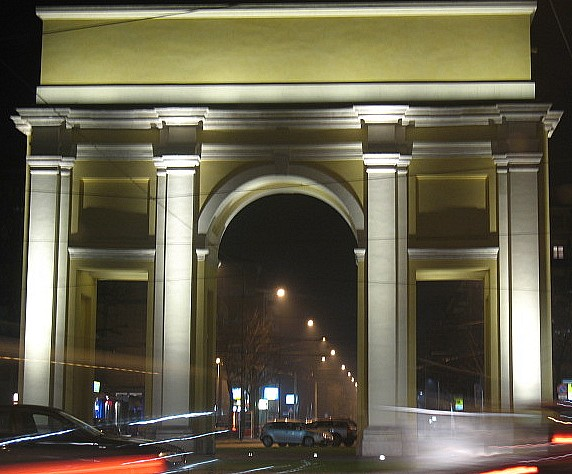
Arco di San Lazzaro (Szent Lázár-diadalív) (1628), az azonos nevű negyed jelképe

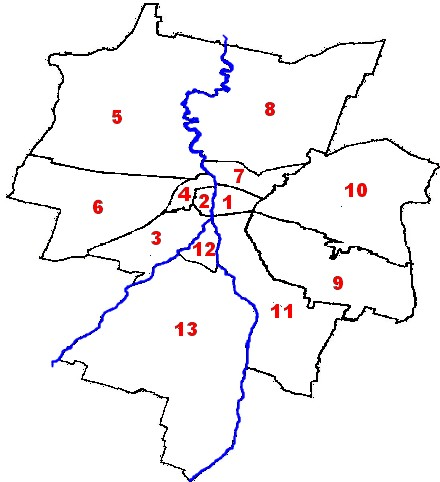
Parma negyedei. Kékkel jelölve a főbb vízfolyások

| Negyed sorszáma | Negyed neve         | Lakosság |
| --------------- | ------------------- | -------- |
| 3               | Molinetto           | 17 725   |
| 4               | Pablo               | 14 558   |
| 5               | Golese              | 7 856    |
| 6               | San Pancrazio       | 8 159    |
| 7               | San Leonardo        | 18 385   |
| 8               | Cortile San Martino | 5 812    |
| 9               | Lubiana             | 23 419   |
| 10              | San Lazzaro         | 10 311   |
| 11              | Cittadella          | 21 398   |
| 12              | Montanara           | 13 508   |
| 13              | Vigatto             | 9 261    |